# Magical Maestro
Magical Maestro es un cortometraje animado de 1952, dirigido por Tex Avery y producido por Metro-Goldwyn-Mayer.

## Trama
Mientras ensaya para la actuación de esa noche, un famoso barítono llamado Poochini es interrumpido por el mago Mysto, quien le propone hacer un espectáculo de magia antes de su número. El acto del mago consiste básicamente en hacer aparecer diversos objetos con su varita mágica, como flores y conejos. Sin embargo, el cantante de ópera lo rechaza y lo echa del lugar.
Posteriormente, mientras está comenzando el acto de Poochini, el mago paraliza al director de orquesta con la ayuda de su varita mágica y le roba su cabello, esmoquin y nariz. Sin saber que Mysto tomó el lugar del director de orquesta, el cantante de ópera sigue interpretando el aria Largo al factotum de la obra El barbero de Sevilla. Utilizando su varita como batuta, el mago realiza diversos trucos contra Poochini. Los trucos van desde hacer aparecer flores y conejos en las manos del cantante, hasta transformar a Poochini en varios personajes, como una bailarina de ballet, un amerindio, un tenista, un reo y un jugador de fútbol americano. A pesar de esto, Poochini sigue interpretando la canción.
La interpretación del cantante es interrumpida en algunas ocasiones, como cuando Mysto lanza un platillo sobre su cabeza transformándolo en un chino, y luego lo convierte en un cantante de country. Después de levitar a Poochini hacia el techo y hacerlo caer sobre el escenario, Mysto lo transforma en un líder de square dance. Poochini continúa interpretando la canción por unos buenos 20 segundos sin interrupción, hasta que Mysto lo convierte en un niño cantante con aire de Shirley Temple con un globo y en una cantante similar a Carmen Miranda (con dos conejos acompañándolo en la guitarra), después de que un irritado espectador lanza del palco un montón de frutas hacia el cantante. El mismo espectador, rocía tinta negra a Poochini volviéndolo en un cantante de blues, entonces, un yunque lo aplasta transformándolo en un bajo. Un conejo lava la cara de Poochini con una manguera y otro lo levanta como un gato mecánico regresándolo a su altura normal, y la presentación continúa cuando es convertido en un cantante hawaiano, con dos conejos para acompañarlo como coristas. Hacia el final del cortometraje, Poochini descubre que el director de orquesta es en realidad el mago, por lo que le roba la varita y lo somete a los mismos trucos que sufrió él, también cantando el aria de El barbero de Sevilla pero a una mayor velocidad. El cortometraje finaliza con un telón rojo que cae sobre el mago y dos conejos, que tiene escrita las palabras "The End" ("El fin").

## Recepción
En 1993, el cortometraje fue seleccionado junto a otras cintas por la Biblioteca del Congreso de Estados Unidos para ser conservados en el National Film Registry, una iniciativa cuyo objetivo es preservar películas estadounidenses que sean "cultural, histórica o estéticamente significativas".